# Fumble
Fumble, wypuszczenie – pojęcie w futbolu amerykańskim określające sytuację, w której zawodnik biegnący z piłką, np. rozgrywający lub biegacz, w niezamierzony sposób upuszcza piłkę, a ta pozostaje w grze - piłka jest "żywa", a zatem każdy może wejść w jej posiadanie.
Wypuszczenie może być wymuszone przez zawodnika obrony, który wyrywa lub wybija piłkę przeciwnikowi poprzez szarżę. Upuszczona piłka może być podniesiona przez gracza którejkolwiek z drużyn, po czym zawodnik może od razu zacząć zdobywać pole.
Do wypuszczeń dochodzi najczęściej przy snapach, przy niesieniu piłki oraz przy nieudanych podaniach bocznych.